# Trumpchi GA5
La Trumpchi GA5, chiamata originariamente Guangzhou Auto Trumpchi, è una berlina prodotta dal 2010 al 2018 dalla casa automobilistica cinese Trumpchi, divisione della GAC Group.

## Descrizione
Presentata al salone di Guangzhou 2010, è basata sulla stessa piattaforma dell'Alfa Romeo 166 ed, al momento del lancio, era alimentata da un motore di origine FIAT/Alfa Romeo quattro cilindri da 2,0 litri accoppiato a un cambio di tipo manuale, un automatico oppure un tiptronic. La Guangzhou Auto ha acquistato la piattaforma dell'Alfa 166 nel 2009 su cui ha sviluppato due modelli, la Trumpchi GA5 e la Trumpchi GS5. La vettura inizialmente è stata presentata come Guangzhou Auto Trumpchi, per poi essere ribattezzata nel 2012 in occasione del restyling come Trumpchi GA5.

### Trumpchi GA5 PHEV
La Trumpchi GA5 PHEV è la versione ibrida plug-in, lanciata sul mercato automobilistico cinese nel 2015. La vettura è alimentata da un'unità a benzina a quattro cilindri da un 1,0 litro e da un motore elettrico da 56 CV. La velocità massima dichiarata è di 130 km/h, mentre il consumo di carburante è inferiore a tre litri per 100 chilometri.